# Cratere Shakira
Shakira  è un cratere sulla superficie di Venere.